# La Oración de Azarías y el Cántico de los Tres Jóvenes

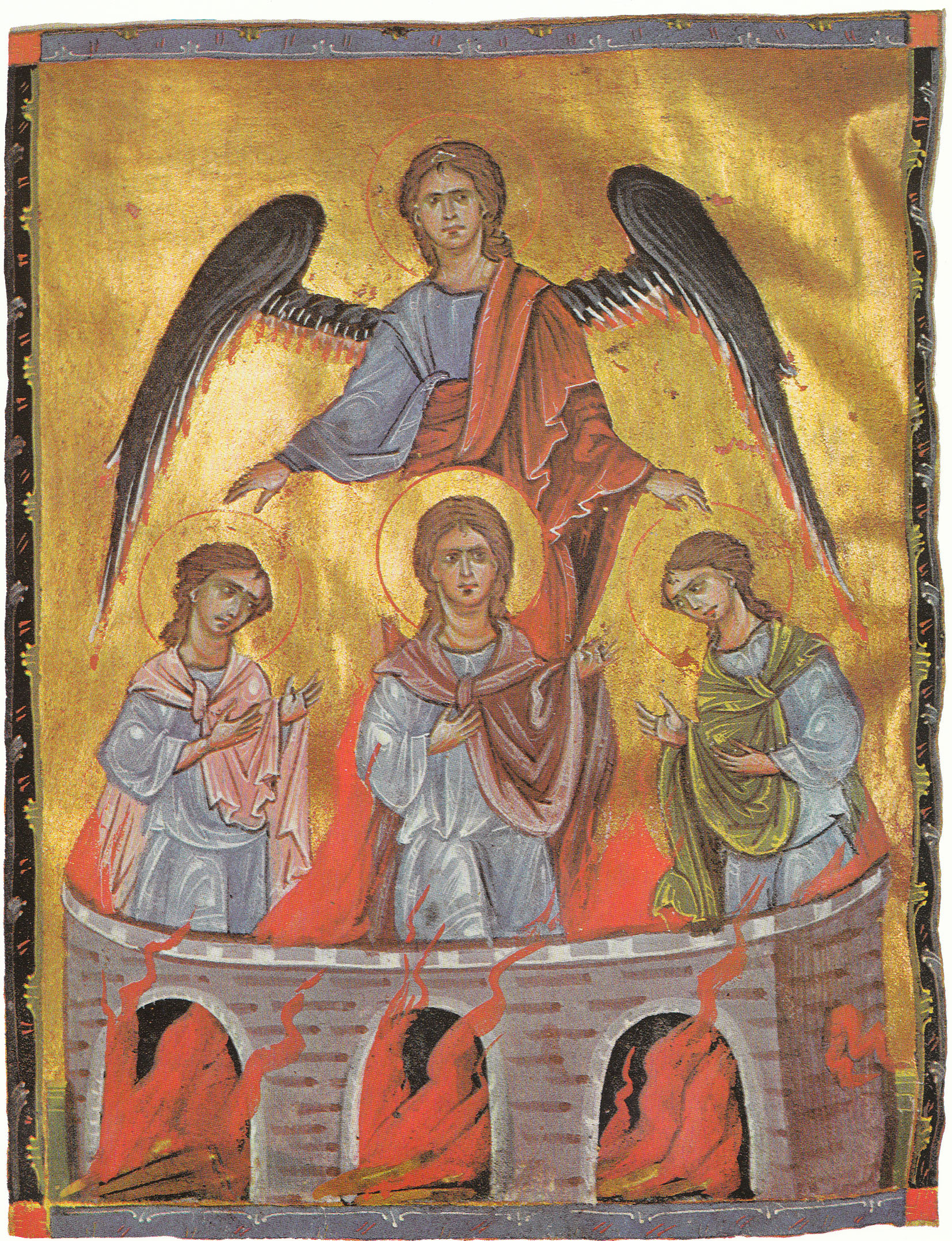
El horno ardiente (Toros Roslin, 1266)

La Oración de Azarías y el Cántico de los Tres Jóvenes, es un largo pasaje, presente en las biblias Católica y Ortodoxa, y que se ubica después del versículo 23, del capítulo 3 del Libro de Daniel. También se encuentra en la antigua traducción de la Septuaginta. El Artículo IV, de los Treinta y Nueve Artículos de la Iglesia de Inglaterra, lo ha catalogado como no canónico (pero aun así, junto a otros textos apócrifos: "La iglesia debe leerlos para ejemplo de vida e instrucción de costumbres"). Suele ser omitido en algunas biblias protestantes, como una edición Apócrifa.
El pasaje incluye la Oración penitencial de Azarías (Abed-Negó en Babilonia, véase Daniel 1:6-7), mientras que los tres jóvenes estaban en el horno de fuego; una breve reseña de una figura que se reunió con ellos en el horno (un ángel, o según la interpretación de algunos cristianos, una prefiguración o Teofanía, de Jesucristo; y concluye con un himno de alabanza, el cual se canta con el estribillo Alabadlo y ensaldadlo por los siglos, la cual se repite muchas veces nombrando diversas características del mundo, todo al momento de darse cuenta de haber sido rescatados del horno por Dios.
El Cánto de los Tres Jóvenes es parte del conocido canon hímnico, el cual se canta durante los maitines y otros servicios en la Iglesia Ortodoxa. Se puede encontrar en la Iglesia de Inglaterra, en el Libro de Oración Común bajo el nombre "Benedicite" y es uno de sus cánticos tradicionales. También es una canción opcional para maitines y servicios litúrgicos de la Iglesia Luterana. También, en forma de una versión abreviada o completa de la canción, aparece como el "Cántico del Antiguo Testamento", en la liturgia de los Laudes los domingos y en las fiestas del Oficio Divino de la Iglesia católica.

## Textos y origen
La oración y el cánto de acompañamiento no se encuentran en texto hebreo/arameo del libro de Daniel, ni son citados en las antiguas citas judías que hasta hoy subsisten. Sin embargo, existe testimonio antiguos de ellos en textos Siríaco y Latín, pero especialmente en el griego.
Los orígenes de estos textos son sombríos. Si sus partes fueron compuestas originalmente en Griego, Hebreo o Arameo es algo incierto, aunque muchos eruditos modernos, concluyen sobre la base de la evidencia textual, que debió existir una edición semítica original. La fecha de composición de estos documentos es también incierta, aunque hay muchos eruditos que abogan por una fecha entre el siglo I y a
- La Oración de Azarías

El texto de esta versión fue copiado de la Biblia del Oso de 1569, solo se ha modificado su ortografía, para hacerla un poco más entendible a nuestro contexto idiomatico.
1. Y andaba en medio de la llama alabando a Dios y bendiciendo al Señor.
2. Y estando en pie Azarías, oró de esta manera, y abriendo su boca dijo en medio del fuego;
3. Bendito eres Señor Dios de nuestros padres, tu nombre es digno de ser alabado y glorioso por siglos.
4. Porque eres justo en todas las cosas que con nosotros has hecho; y todas tus obras son verdaderas y derechos tus caminos, y todos tus juicios verdaderos.
5. Porque juicios verdaderos has ejercitado en todas las cosas que has hecho contra nosotros y contra la Santa Ciudad de nuestros padres, Jerusalén; porque con verdad y con juicio trujaste todas estas cosas por nuestros pecados.
6. Porque pecamos e hicimos iniquidad, que nos apartamos de tu y en todas las cosas ofendimos.
7. Que ni obedecimos tus mandamientos ni los guardamos, ni hicimos lo que nos mandaste para que oyésemos bien.
8. Y todo lo que nos impusiste e hiciste, lo has hecho con verdadero juicio.
9. Nos entregaste en mano de enemigos inicuos, inimicísimos, apostatas; a rey injusto y el más malo de toda la tierra.
10. Y aún ahora no podemos abrir la boca; vergüenza y confusión somos hechos a tus siervos, y a todos los demás que te honran.
11. No nos entregues, pues, para siempre por tu Nombre, ni rompas tu Concierto.
12. Ni apartes de nosotros tu misericordia por Abraham tu amado y por Isaac tu siervo, y por Israel tu Santo.
13. A los cuales hablaste, prometiéndoles que habías de multiplicar si simiente como las estrellas del cielo y como la arena del que está a la orilla de la mar.
14. Porque, Señor, los más disminuidos somos de todos los pueblos que hoy son en el mundo, y humillados por nuestros pecados.
15. En este tiempo ni tenemos príncipe, ni profeta, ni capitán, ni holocausto, ni sacrificio, ni presente, ni incienso, ni aun lugar para ofrecer primicias delante de ti,
16. Para alcanzar tu misericordia; por tanto con anima quebrantada y espíritu humillado seamos recibidos de ti.
17. Y como si holocausto de carneros y de toros y muchos millares de corderos gruesos te fuesen ofrecidos, así sea hoy, delante de ti, nuestro sacrificio, y sea recibido en tu presencia; porque los que en ti pusieron su confianza, nunca se avergonzaran.
18. Y pues ahora, de todo corazón, te seguimos, tememos y buscamos tu rostro,
19. No nos avergüences; antes nos trates según tu clemencia y según la grandeza de tu misericordia.
20. Libranos conforme a tus maravillas y gana, Señor, gloria para tu Nombre.
21. Y sean avergonzados los que hicieron mal a tus siervos y de toda tu potencia sean confundidos, y toda su fuerza sea quebrantada;
22. Y conozcan, Señor, que tu solo eres Dios, y digno de ser glorificado en toda la redondez de las tierras.
23. Entre tanto, los criados del rey, que los habían echado (a saber en el fuego), no cesaban de encender el horno con alquitrán, pez, estopas y sarmientos.
24. Y la llama se esparcía y salía sobre el horno cuarenta y nueve codos.
25. Y quemó a los caldeos que halló cerca de si.
26. más el ángel del Señor, que había descendido en el horno juntamente con los que estaban con Azarías,
27. Sacudiendo del horno la llama de fuego, levantó en medio del, como un roció que sonaba y el fuego en nada les tocó ni les dañó, ni les dio alguna molestia.

- El Cántico de los Tres Jóvenes

El texto de esta versión fue copiado de la Biblia del Oso de 1569, solo se ha modificado su ortografía, para hacerla un poco más entendible a nuestro contexto idiomatico.
1. Entonces, aquellos tres, como de una boca, alababan a Dios y con gloria y alabanza lo celebraban así:
2. Bendito eres Señor Dios de nuestros Padres, digno de ser alabado y ensalzado por siempre; Bendito es el Nombre de tu gloria, santo sobremanera digno de ser loado y sobre ensalzado en todos los siglos.
3. En el templo de tu Santa Majestad eres digno de ser predicado y digno de ser celebrado con alabanzas eternas, en grande manera, glorioso.
4. En la silla gloriosa de tu reino eres digo de ser predicado y digno de ser honrado por todos los siglos con toda suma alabanza y gloria.
5. Digno eres de ser predicado, que penetras con tu vista lo más profundo de los abismos y estás sentado sobre los Querubines, digno de ser muy celebrado y ensalzado por eternos siglos.
6. En el firmamento del cielo eres digno de ser predicado y en grande manera celebrado, glorioso por los siglos.
7. Predicad al Señor todas las obras del Señor y alabadlo y ensalzadlo en los siglos.
8. Ángeles del Señor, predicad al Señor; alabadlo y ensalzadlo en los siglos.
9. Cielos, predicad al Señor; alabadlo y ensalzadlo en los siglos.
10. Todas las aguas, que están sobre los cielos, predicad al Señor; alabadlo y ensalzadlo en los siglos.
11. Todas las virtudes del Señor, predicad al Señor; alabadlo y ensalzadlo en los siglos.
12. El sol y la luna, predicad al Señor; alabadlo y ensalzadlo en los siglos.
13. Estrellas del cielo, predicad al Señor; alabadlo y ensalzadlo en los siglos.
14. Toda lluvia y roció, predicad al Señor; alabadlo y ensalzadlo en los siglos.
15. Todos los vientos, predicad al Señor; alabadlo y ensalzadlo en los siglos.
16. El fuego y el calor, predicad al Señor; alabadlo y ensalzadlo en los siglos.
17. El frío y el calor, predicad al Señor; alabadlo y ensalzadlo en los siglos.
18. Rocíos y aguas de las nieves, predicad al Señor; alabadlo y ensalzadlo en los siglos.
19. El hielo y el frío, predicad al Señor; alabadlo y ensalzadlo en los siglos.
20. Nieblas y nieves, predicad al Señor; alabadlo y ensalzadlo en los siglos.
21. Las noches y los días, predicad al Señor; alabadlo y ensalzadlo en los siglos.
22. La luz y las tinieblas, predicad al Señor; alabadlo y ensalzadlo en los siglos.
23. Los relámpagos y las nubes, predicad al Señor; alabadlo y ensalzadlo en los siglos.
24. La tierra, predique al Señor; alabadlo y ensalzadlo en los siglos.
25. Los montes y los collados, predicad al Señor; alabadlo y ensalzadlo en los siglos.
26. Todo lo que en la tierra produce, predicad al Señor; alabadlo y ensalzadlo en los siglos.
27. Las fuentes, predicad al Señor; alabadlo y ensalzadlo en los siglos.
28. Los mares y los ríos, predicad al Señor; alabadlo y ensalzadlo en los siglos.
29. Las ballenas y todo lo que se mueve en las aguas, predicad al Señor; alabadlo y ensalzadlo en los siglos.
30. Todas las aves del cielo, predicad al Señor; alabadlo y ensalzadlo en los siglos.
31. Las bestias y todos los ganados, predicad al Señor; alabadlo y ensalzadlo en los siglos.
32. Los hijos de los hombres, predicad al Señor; alabadlo y ensalzadlo en los siglos.
33. Predique Israel al Señor; alábelo y ensálcelo en los siglos.
34. Sacerdotes del Señor, predicad al Señor; alabadlo y ensalzadlo en los siglos.
35. Siervos del Señor, predicad al Señor; alabadlo y ensalzadlo en los siglos.
36. Espíritus y ánimás de los justos, predicad al Señor; alabadlo y ensalzadlo en los siglos.
37. Santos y humildes de corazón, predicad al Señor; alabadlo y ensalzadlo en los siglos.
38. Ananías, Azarías y Misael, predicad al Señor; alabadlo y ensalzadlo en los siglos; porque nos libró de los infiernos y nos defendió del poder de la muerte y del medio del horno ardiente en llamas, del medio del fuego nos libró.
39. Confesad al Señor porque es bueno, porque hasta el siglo es su misericordia.
40. Todos los honradores del Señor, predicad al Dios de los dioses; alabadlo y reconocedlo, porque su misericordia pertenece a todos los siglos.